# Побуж (Лодзинське воєводство)
Побуж (пол. Pobórz) — село в Польщі, у гміні Опорув Кутновського повіту Лодзинського воєводства.
Населення — 114 осіб (2011).
У 1975-1998 роках село належало до Плоцького воєводства.

## Демографія
Демографічна структура станом на 31 березня 2011 року:
|          | Загалом | Допрацездатний вік | Працездатний вік | Постпрацездатний вік |
| -------- | ------- | ------------------ | ---------------- | -------------------- |
| Чоловіки | 58      | 10                 | 43               | 5                    |
| Жінки    | 56      | 9                  | 27               | 20                   |
| Разом    | 114     | 19                 | 70               | 25                   |